# 맨 프롬 토론토
《맨 프롬 토론토》(영어: The Man from Toronto)는 미국에서 제작된 패트릭 휴스 감독의 2022년 액션 코미디 영화영화이다. 케빈 하트, 우디 해럴슨, 케일리 쿼코 등이 출연하였다.

## 출연
- 케빈 하트 - 테디 역
- 우디 해럴슨 - 랜디 일명 "토론토 사나이" 역
- 케일리 쿼코 - 앤 역
- 케이트 드러먼드
- 엘런 바킨
- 피어슨 포데이
- 야마시타 도모히사
- 올레크 탁타로프
- 옌카를로스 카넬라